# Salix tarbagataica
Salix tarbagataica är en videväxtart som beskrevs av Chang Y. Yang. Salix tarbagataica ingår i släktet viden, och familjen videväxter. Inga underarter finns listade i Catalogue of Life.